# Второй карательный поход в Тёсю
Второй карательный поход в Тёсю (яп. 第二次長州征討 Дай-нидзи Тё:сю: сэйто:, 1865 — 1866) — карательная экспедиция японского сёгуната Токугава против Тёсю-хана в 1865—1866 годах.

## История
В 1865 году в Тёсю-хане произошёл переворот. Представитель радикальных реформаторов Такасуги Синсаку поднял войска в Симоносеки, победил отряды умеренного руководства хана в боях при Ота и Кайдо и захватил власть. Тёсю-хан снова вернулся на антиправительственные позиции и принялся быстро реформировать свою армию по западному образцу. Для этого Такасуги принял на службу незнатного, но талантливого организатора Омуру Масудзиро. Последний начал скупать новейшее вооружение и корабли, обновил тактику ведения боя и всячески подготовился к противостоянию с японским правительством.
Сёгунат внимательно следил за событиями в Тёсю-хане. Сёгун Токугава Иэмоти лично выехал из Эдо в Киото с армией, чтобы потребовать отчёта и наказать новое руководство хана. В июне 1866 года он выставил ультиматум, что помилует виновных при условии конфискации земель Тёсю-хана доходом в 100 тысяч коку. В ответ руководство Тёсю-хана отказалось, чем предоставило повод для развязывания войны.
Сёгунат начал наступление на четырёх фронтах: Осими, провинции Аки, провинции Ивами и Кокуры. Несмотря на численное превосходство наступающих, малочисленная, но реорганизованная и хорошо вооружённая, армия Тёсю-хана разбила их в основных боях.
Между тем, в августе 1866 года сёгун внезапно умер в Осакском замке. Это остановило вооружённый конфликт. Тёсю-хан оказался победителем, а престиж сёгуната как правительства и крупнейшей в стране военной силы был окончательно подорван. Через два года новый сёгун отказался от своего титула и передал все рычаги власти Императору Японии.